# Mile End (Essex)
Mile End – dzielnica w Colchesterze w Anglii, w Esseksie, w dystrykcie Colchester. W 2011 dzielnica liczyła 10 565 mieszkańców.